# لوثر أوبي
لوثر أوبي (بالإنجليزية: Luther Obi)‏ هو لاعب اتحاد الرغبي جنوب أفريقي، ولد في 29 أبريل 1993 في آبا في نيجيريا.